# Paolo Farinetti
Paolo Farinetti (Barbaresco, 2 agosto 1922 – Alba, 2 marzo 2009) è stato un partigiano, imprenditore e politico italiano fondatore della catena Unieuro.

## Biografia
Nato a Barbaresco nel 1922, rimase orfano di padre a un anno e si trasferì con la madre Teresa Fenocchio e la sorella Virginia ad Alba, dove a dodici anni cominciò a lavorare per un produttore di pasta.
Al momento della chiamata di leva scappò in Val Corsaglia e poi diventò comandante della 21ª Brigata Matteotti "Fratelli Ambrogio", composta da oltre 250 persone. Con la sua brigata partecipò, il 10 ottobre 1944, alla nascita della Repubblica Partigiana di Alba che sarebbe stata rioccupata dai repubblichini il 2 novembre dello stesso anno. Nel marzo 1945 liberò ventidue prigionieri a rischio di fucilazione dalle carceri fasciste di Alba.
Non poté assistere alla liberazione definitiva di Alba il 26 aprile 1945 perché 9 giorni prima venne gravemente ferito in combattimento da una raffica di mitra alla gamba.
Nel maggio del 1946 venne rapinata l’autoambulanza in cui erano nascoste le buste paga degli operai della FIAT Ferriere per un ammontare di oltre 2,5 milioni di lire. I Carabinieri arrestarono alcuni partigiani tra cui Farinetti con l’accusa di ricettazione. Nel luglio del 1947 Farinetti venne condannato a due anni e mezzo di carcere ma sarebbe stato poi riabilitato nel dicembre del 1960.
Nel dopoguerra aderì al Partito Socialista Italiano, nella corrente vicina a Nenni, e divenne consigliere comunale, assessore e vicesindaco di Alba. Neppure dopo la morte di Nenni si avvicinò a Craxi.
Quindi iniziò la carriera imprenditoriale: rilevò il pastificio Canuto di Alba e in seguito diresse e sviluppò il Centotorri. Nel 1967 insieme ad altri fondò ad Alba il supermercato UniEuro in onore di Altiero Spinelli pensando che l'Europa si sarebbe presto unita diventando un unico grande mercato.
A partire dal 1978 lascia sempre più spazio nella sua azienda UniEuro a suo figlio Oscar che poi diventerà Presidente e nel 2003 venderà la società per fondare nel 2004 la catena Eataly.
Nell'ANPI ricopre le cariche di Presidente della sezione albese e consigliere nazionale, scompare a 86 anni d'età ad Alba il 2 marzo 2009, lasciando la moglie Bianca e i figli Oscar e Paola.
L'ANPI e il comune di Alba hanno istituito in suo onore un premio per le opere sul tema della Resistenza in Piemonte.